# Bojîkivți, Derajnea
Bojîkivți (în ucraineană Божиківці) este localitatea de reședință a comunei Bojîkivți din raionul Derajnea, regiunea Hmelnîțkîi, Ucraina.

## Demografie
Componența lingvistică a localității Bojîkivți
     Ucraineană (97,02%)
     Rusă (2,19%)
     Alte limbi (0,2%)
Conform recensământului din 2001, majoritatea populației localității Bojîkivți era vorbitoare de ucraineană (97,02%), existând în minoritate și vorbitori de rusă (2,19%).